# Астрономическая обсерватория Брера
Астрономическая обсерватория Брера — астрономическая обсерватория, основанная в 1764 году иезуитами во дворце Брера, Милан, Италия. Входит в состав Национального института астрофизики.

## Руководители обсерватории
- 1764 — Руджер Бошкович
- 1764—1773 — Луи Лагранж (Louis Lagrange; 1711—1783)
- 1802—1817 — Барнаба Ориани[англ.]
- 1817—1832 — Анджело де Чезарис (Angelo de Cesaris; 1749—1832)
- 1832—1862 — Франческо Карлини
- 1862—1900 — Джованни Скиапарелли
- 1910 — ? Джованни Челория

## История
Обсерватория была основана в монастыре орденах иезуитов, располагавшемся в здании нынешнего дворца Брера. Основатель — иезуит Руджер Бошкович. В 1773 году орден иезуитов был распущен и обсерватория перешла в собственность государству. В начале XX века условия для наблюдений в Милане постепенно начали ухудшаться, поэтому в 1923 году в Мерате, провинция Лекко, была заложена новая обсерватория — Астрономическая обсерватория Мерате, при этом у обсерваторий общая администрация.

## Направления исследований
- Планетология
- Астрометрия астероидов, комет
- Звёздная астрономия

## Основные достижения
- В 1861 году Скиапарелли открыл астероид (69) Гесперия.
- В 1877 году Скиапарелли зарисовал каналы на Марсе.